# Рива-прессо-Кьери
Рива-прессо-Кьери (итал. Riva presso Chieri) — коммуна в Италии, располагается в регионе Пьемонт, в провинции Турин.
Население составляет 3831 человек (2008 г.), плотность населения составляет 109 чел./км². Занимает площадь 35 км². Почтовый индекс — 10020. Телефонный код — 011.
Покровителем коммуны почитается святой Альбан Британский, празднование 22 июня.

## Демография
Динамика населения:

## Администрация коммуны
- Официальный сайт: http://www.comune.rivapressochieri.to.it/